# نیو چاینا لایف
نیو چاینا لایف (انگلیسی: New China Life) شرکت دولتی بیمه چینی است، که در سال ۱۹۹۶ تأسیس شد.